# Rhesala inconcinnalis
Rhesala inconcinnalis är en fjärilsart som beskrevs av Walker 1865. Rhesala inconcinnalis ingår i släktet Rhesala och familjen nattflyn. Inga underarter finns listade.